# Peg o' the Movies (film 1913)
Peg o' the Movies è un cortometraggio muto del 1913 diretto da George Lessey. Prodotto dalla Edison e distribuito dalla General Film Company, aveva come interpreti Ben F. Wilson, Gertrude McCoy, Robert Brower, Bigelow Cooper.
Il soggetto è tratto da una storia di  James Oppenheim che ebbe un remake nel 1923 in un film dallo stesso titolo diretto da Alfred J. Goulding.

## Trama
Stephen è innamorato di Peg e vorrebbe sposarla, ma lei lo respinge perché deve occuparsi delle sorelline e anche di suo padre, un ubriacone inveterato. Così, quando la ragazza accetta invece di andare a lavorare per una compagnia cinematografica, Stephen si arrabbia, pianta tutto e se ne va nell'Ovest. Peg fa carriera e, una sera, a Stephen capita di rivederla sullo schermo di una piccola città di provincia. I due si incontreranno per caso quando Peg e la troupe si recheranno nell'Ovest per girare delle scene con gli indiani. Va a finire che anche Stephen si aggrega alla troupe e, un giorno, mentre si trova sul set con Peg, dimentica che quello è un film e prende tra le braccia la ragazza dei suoi sogni.

## Produzione
Il film fu prodotto dall'Edison Company.

## Distribuzione
Distribuito dalla General Film Company, il film - un cortometraggio in due bobine - uscì nelle sale cinematografiche degli Stati Uniti il 12 dicembre 1913.